# Kārlis Hūns

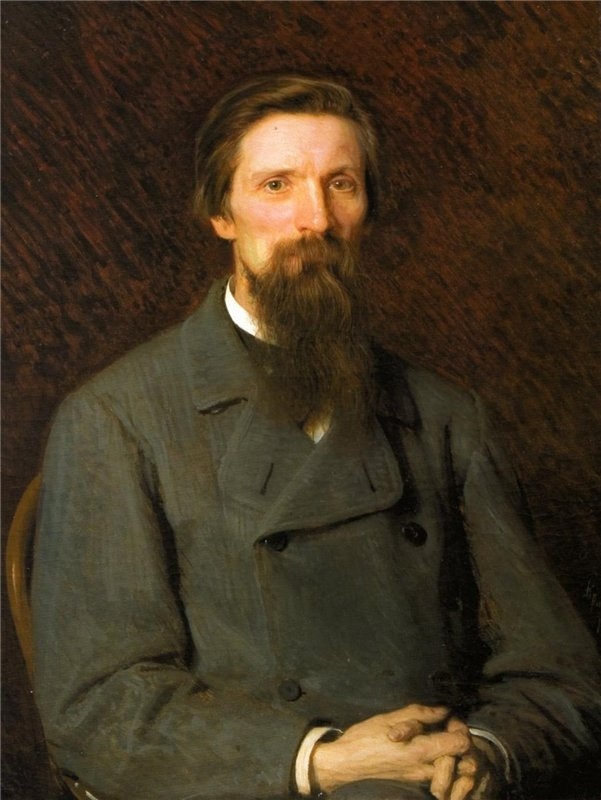
Porträt des Kārlis Hūns von Iwan Nikolajewitsch Kramskoi

Kārlis Hūns, auch Karl Huhn, (russisch Карл Фёдорович Гун; * 13. November 1831 in Madliena, Gouvernement Livland; † 28. Januar 1877 in Davos) war ein baltisch-deutscher Genremaler.

## Leben
Hūns wurde 1831 als Sohn des Schullehrers und Orgelspielers Karl Friedrich Hūns und dessen Ehefrau Louise Dorothea Vogel geboren. Er studierte von 1852 bis 1861 an der Kunstakademie St. Petersburg bei Pjotr Wassiljewitsch Bassin und Iwan Iwanowitsch Wistelius. Anschließend reiste er mit dem Maler Wassili Wassiljewitsch Wereschtschagin durch Russland. In der Pokrow-Kirche von Jelabuga malten die Künstler gemeinsam die Ikonostasis der Kirche. Hūns fertigte außerdem zahlreiche Porträts der Landbevölkerung, von denen 61 Chromo-Lithografien 1862 in Theodore de Paulys Les Peuples de la Russie veröffentlicht wurden. Von Mai bis November 1863 reiste Hūns nach Deutschland und dann im Dezember 1863 nach Paris, wo er in der Rue Clauzel 21 ein Atelier bezog. Er schloss sich der Maler- und Künstlergruppe um den Kunsthändler Julien „Père“ Tanguy an. Wichtige Vorbilder wurden für ihn die Historien- und Genremaler Paul Delaroche, Ernest Meissonier und Gustave Ricard. Hūns wurde außerdem Privatlehrer der Ehefrau Napoleons III., Kaiserin Eugénie, tätig.
Im Februar 1870 kehrte Kārlis Hūns wieder nach St. Petersburg zurück, wo er im folgenden Jahr zum Professor für Malerei an der Kunstakademie berufen wurde. Bis 1876 leitete der Künstler die Klasse für Porträt- und Historien-Malerei. 1874 heiratete er Vera Monighetti, die Tochter des schweizerisch-russischen Architekten Ippolito Monighetti. Kārlis Hūns starb während eines Kuraufenthalts in Davos im Alter von 45 Jahren an Tuberkulose und wurde in seiner Geburtsstadt Madliena bestattet.

## Werk
Kārlis Hūns arbeitete hauptsächlich mit Öl- und Aquarellmalerei. Zu seinen bevorzugten Themen gehörten historische Ereignisse, Szenen aus dem russischen und baltischen Volksleben sowie Porträts und Landschaften in naturgetreuer und detailreicher Darstellung. Als Lehrer an der Kunstakademie St. Petersburg beeinflusste er maßgeblich die russische Historienmalerei. Er gilt als Wegbereiter der lettischen Historien- und Landschaftsmalerei.

## Ausstellungen
- 1865–1870: Salon de Paris
- ab 1871: Ausstellung Peredvižniki (Wanderausstellung, u. a. 1873 und 1875 in Riga)
- 1873: Wien